# Excastra albopilosa
Excastra albopilosa — вид жуків з підродини ляміїнів родини вусачів. Описаний у 2024 році.

## Назва
Назва роду Excastra походить від латинських слів ex, що означає «з», і castra, що означає «табір», і є посиланням на відкриття цього виду в кемпінгу Binna Burra Lodge.
Видовий епітет albopilosa походить від латинського albus, що означає «білий», і pilosa, що є формою жіночого роду pilosus , що означає «волохатий», у зв'язку з білим опушенням, яке покриває більшу частину тіла тварини.

## Поширення
Ендемік Австралії. Мешкає в субтропічних тропічних лісах у південно-східному Квінсленді. Відомий лише з єдиного зразка, який зібради в кемпінгу Binna Burra Lodge в районі Сіті-оф-Голд-Кост.

## Опис
Голотип Excastra albopilosa є єдиним відомим екземпляром і має загальну довжину 9,7 мм. Excastra albopilosa легко відрізнити від усіх інших австралійських Lamiinae за щільним покриттям із коротких притиснутих білих щетинок і довгих прямостоячих білих волосків, які утворюють закручені шпилі. Вважається, що вид еволюціонував так, щоб імітувати комаху, яку вбили грибки, щоб віднадити потенційних хижаків.